# Feucht–Altdorf-vasútvonal
A Feucht–Altdorf-vasútvonal egy normál nyomtávolságú, 15 kV, 16,7 Hz-cel villamosított vasútvonal Németországban Feucht és Altdorf között. A vonal hossza 11,6 km, engedélyezett sebesség 100 km/h.